# Charles René Zeiller
Pour les articles homonymes, voir Zeiller.
Charles René Zeiller, né le 14 janvier 1847 à Nancy et mort le 27 novembre 1915 à Paris, est un ingénieur et paléobotaniste français.

## Biographie
Major de la promotion 1865 de Polytechnique, Charles René Zeiller entre en 1867 à l'École des mines de Paris dont il sort également premier. Ingénieur des Mines, chargé du contrôle du Chemin de fer d'Orléans, il est par la suite affecté à Paris, au laboratoire de l'École des mines. À partir de ce moment, il partage sa vie entre sa carrière administrative et sa carrière scientifique. Dès 1878, il est chargé de conférences de paléontologie végétale à l'École des mines de Paris, puis nommé conservateur de la collection de paléontologie de l'École. En 1909, il est nommé professeur adjoint de paléontologie, chargé de la chaire de paléontologie végétale.
Il est le père de l'historien Jacques Zeiller.

## Honneurs
En plus de ses fonctions à l'École des mines, il est président de la Société géologique de France en 1893 et président de la Société botanique de France en 1899, 1904 et 1912. Il est par la suite élu membre de l'Académie des sciences, section de botanique en 1901, puis décoré en 1914 du rang de commandeur de la Légion d'honneur.

## Travaux scientifiques
Il publie de nombreux articles, particulièrement sur la flore houillère. Ses observations l'amènent à décrire de nouvelles espèces et genres fossiles (Selaginellites par exemple). Il émet également l'hypothèse de l'existence de deux grandes provinces végétales au Carbonifère. Ses travaux paléobotaniques recoupent les découvertes faites dans le domaine de la tectonique des plaques sur le rapprochement des deux supercontinents Laurussia et Protogondwana, précédant la formation de la Pangée.

## Publications
- Mémoire sur les roches éruptives et les filons métallifères du district de Schemnitz (Hongrie), Dunod (Paris), 1873, texte disponible en ligne sur LillOnum
- Végétaux fossiles du terrain houiller de la France, Imprimerie nationale (Paris), 1880, texte disponible en ligne sur LillOnum
- Mémoires de la Société géologique du Nord. Tome 01-3, Société géologique du Nord (Lille), 1882, texte disponible en ligne sur LillOnum
- Bassin houiller de Valenciennes : description de la flore fossile. Atlas,  Quantin (Paris), 1886, texte disponible en ligne sur LillOnum
- Bassin houiller de Valenciennes : description de la flore fossile. Texte, Quantin (Paris), 1888, texte disponible en ligne sur LillOnum
- Études sur le terrain houiller de Commentry. Livre 2ème, Flore fossile. 1ère partie,  Imprimerie Théolier et Cie. (Saint-Etienne), 1888, texte disponible en ligne sur LillOnum
- Études sur le terrain houiller de Commentry. Livre 2ème, Flore fossile. Appendice, 2ème et 3ème partie, Imprimerie Théolier et Cie. (Saint-Etienne), 1890, texte disponible en ligne sur LillOnum
- Éléments de paléobotanique, 1900, texte disponible en ligne sur LillOnum
- Flore fossile des gîtes de charbon du Tonkin : Atlas,  France. Service des topographies souterraines,  Impr. nationale (Paris), 1902, texte disponible en ligne sur LillOnum
- Flore fossile des gîtes de charbon du Tonkin : Texte, France. Service des topographies souterraines,  Impr. nationale (Paris), 1903, texte disponible en ligne sur LillOnum
- Étude sur le Lepidostrobus Brownii (Unger) Schimper,  Gauthier-Villars (Paris), 1914, texte disponible en ligne sur LillOnum

## Sources
- Brummitt, R. K.; C. E. Powell. 1992. Authors of Plant Names. Royal Botanic Gardens, Kew.  (ISBN 1-84246-085-4)
- Philippe Jaussaud & Édouard R. Brygoo. 2004. Du Jardin au Muséum en 516 biographies. Muséum national d'histoire naturelle, Paris : 630 p.